# Claude Eatherly

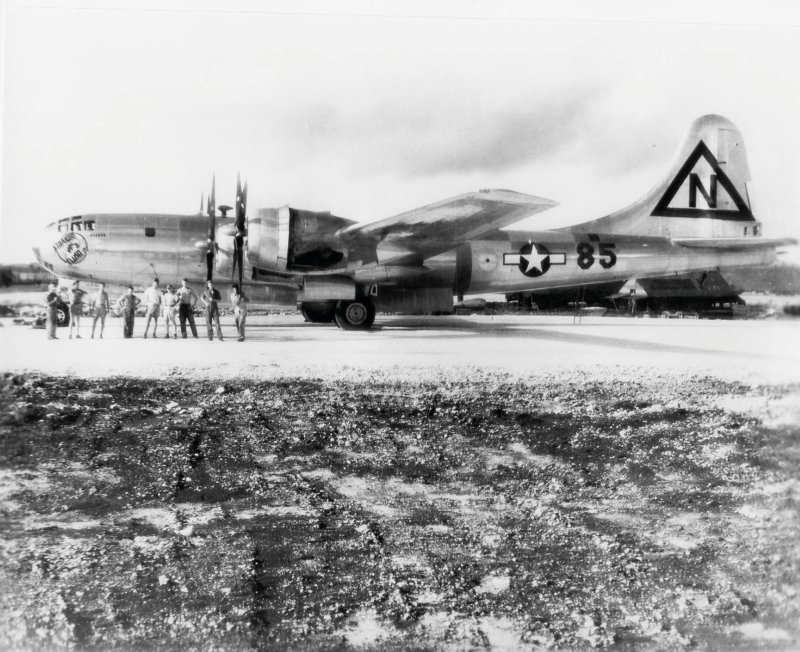
Maszyna, na której latał Eatherly – Straight Flush

 Claude Robert Eatherly (ur. 2 października 1918, zm. 1 lipca 1978) – oficer Sił Powietrznych Armii Stanów Zjednoczonych podczas drugiej wojny światowej, pilot amerykańskiego bombowca B-29 Straight Flush, który miał za zadanie sprawdzić warunki atmosferyczne przed zrzuceniem bomby atomowej na Hiroszimę 6 sierpnia 1945 roku.

## Atak atomowy na Hiroszimę
Straight Flush był jednym z siedmiu B-29 393 Dywizjonu Bombowego 509 Grupy Operacyjnej, które brały udział w misji Hiroszima. Była ona efektem końcowym trwającego dziesięć miesięcy treningu podczas II wojny światowej. Bombowiec wystartował z wyspy Tinian koło 1:37 nad ranem 6 sierpnia 1945 roku. Jego misją było określenie stanu warunków pogodowych. Major Eatherly dał sygnał do nalotu atomowego: go ahead. Godzinę później wyruszył Enola Gay (z bombą atomową na pokładzie). W następnej misji - zbombardowania Nagasaki Straight Flush nie brał udziału.

## Następstwa
Dowiedziawszy się, że wybuch spalił 200 tysięcy ludzi, Eatherly popadł w narastający konflikt moralny między otaczającą go glorią bohatera a poczuciem współudziału w zbrodni i potrzebą pokuty. "Kompleks winy" doprowadził go do okresów ostrej depresji, lęków, halucynacji, prób samobójstwa. Jego lekarz psychiatra dr Mc Erloy ze szpitala dla weteranów pisał: "Oczywiście przypadek zmiany osobowości. Pacjent całkowicie pozbawiony jakiegokolwiek poczucia rzeczywistości. Stany lękowe, wzrastające napięcie psychiczne, stępione reakcje uczuciowe, halucynacje", co jednoznacznie wskazywało schizofrenię. Eatherly dobrowolnie podjął ciężką pracę fizyczną i wysyłał zasiłki pieniężne poszkodowanym, pisał także do nich listy z przeprosinami. Usilnie starał się obalić mit, że jest wojennym bohaterem, przez popełnianie drobnych przestępstw takich jak napadanie na urzędy pocztowe czy włamania (choć nigdy nic nie kradł). Został skazany na rok więzienia (1954/55 rok) za fałszerstwo w Nowym Orleanie. Znana jest też jego korespondencja ze znanym filozofem i działaczem pacyfistycznym, Güntherem Andersem, prześladowanym w czasie wojny przez hitlerowców - została zawarta w książce No more Hiroshima. Claude starał się pokazać jak niebezpieczne może być ślepe słuchanie rozkazu i dlaczego należy wziąć na siebie cały ciężar odpowiedzialności za swe myśli, uczucia oraz czyny, co wyraził następująco w jednym z listów do Andersa:
W przeszłości bywały okresy, kiedy człowiek mógł przeżyć życie, nie zaprzątając zbytnio swego sumienia problemami nawyków myślowych i norm działania. Nasze czasy, jak wyraźnie widać, do tych epok nie należą. Przeciwnie, sądzę, że zbliżamy się gwałtownie do sytuacji, w której będziemy musieli zastanowić się na nowo, czy gotowi jesteśmy oddać odpowiedzialność za nasze myśli i uczynki w ręce organizacji społecznych, takich jak partie polityczne, związki zawodowe, Kościół czy państwo. Żadna z tych organizacji nie jest zdolna udzielić nam niezawodnych wskazówek moralnych i dlatego należy zakwestionować ich pretensje do udzielania nam takich wskazówek
William Bradford Huie, w książce The Hiroshima Pilot, wyraża powątpiewanie w historię Claude'a Eatherly'ego, gdyż ten kontynuował ćwiczenia w prowadzeniu nalotów nuklearnych także po wojnie. Uważa on, że pacyfiści i aktywiści anty-nuklearni wyolbrzymili część historii majora Eartherly w celach propagandowych, a sam oficer pomagał im w kreowaniu tego mitu w celu zdobycia sławy i uwagi otoczenia. Część tej teorii została zakwestionowana w książce Dark Star Ronnie Dugger. Na podstawie historii Eatherly'ego powstała legenda miejska, która mówi, że wszyscy związani z atakiem na Hiroszimę postradali zmysły. Jednakże, oprócz majora Eatherly żadna inna osoba związana z atakiem na Hiroszimę nie wyrażała swego poczucia winy w podobny sposób. Paul Tibbets, pilot, który zrzucił bombę, stwierdził, że w ogóle nie rozumie, dlaczego Eatherly miał takie poczucie winy, skoro wcale nie był obecny przy ataku.

## Sprostowanie popularnych błędów merytorycznych
- Nie został odznaczony Zaszczytnym Krzyżem Lotniczym
- Nie był dowódcą grupy bombowej
- Nie brał udziału w ataku na Nagasaki.